# Lago Carite
Lago Carite es un lago situado en el municipio de Guayama en el sureste de la isla y estado libre asociado de Puerto Rico. El lago fue creado en 1913 y sirve como depósito para riego y agua potable.
El lago recibe el flujo del río de La Plata y se puede utilizar para la pesca y la recreación.
El nombre del lago proviene de la zona donde se encuentra.